# 席聘臣
席聘臣（1882年—1930年2月14日），字莘农，号上珍，雲南省雲南府昆明縣人，清朝進士，中華民國政治人物。

## 生平
席聘臣光緒二十八年（1902年）補行庚子辛丑恩科舉人，被選送进入京師大學堂，後到日本第一高等學校留学，其後升入東京帝國大學學習，畢業回到中國後，獎法政科進士，並授翰林院庶吉士。宣統三年（1911年），席聘臣被山東提學使陳榮昌任命為學務公所專門課長，後被李經羲調到雲南負責學務。席聘臣到雲南不久，昆明重九起義爆發，他進入軍政府，並任南京临时参议院、北京臨時參議院議員，此後歷任雲南財政司副司長、審計分處處長、監督參政參事、中央參議院議員、財政會議代表、司法部首席秘書等職務。